# Achilles (planetka)
(588) Achilles je první objevená planetka ze skupiny tzv. Trojánů, kteří obíhají Slunce v libračním bodě L4 planety Jupiter. Objevil ji 22. února 1906 Max Wolf. Je pojmenovaná po řeckém hrdinovi Achillovi z řecké ságy Ilias. Pojmenování planety původně navrhl Johann Palisa, přítel Maxe Wolfa. Její průměr se odhaduje na 135 km a vzdálenost od Slunce je 5,192 AU. Jako většina Trojánů je i Achilles asteroid typu D a jeho spektrum vykazuje povrchovou vrstvu bohatou na uhlík.